# We Heart It
We Heart It je sociální síť založená na bázi sdílení obrázků (photo-sharing site). Slovy provozovatele se jedná o "místo pro inspiraci", kde lze "organizovat a sdílet to, co milujete". Uživatelé mohou nahrávat a sdílet fotografie, animace a videa, která díky systému "kolekcí" (složek) a tagů vytvářejí bohatý ekosystém vzájemně provázaných vizuálních dat. Populární jsou zejména tzv. "inspirativní" obrázky.
Komunita v této sociální síti preferuje pozitivní přístup. Na stránkách nejsou žádné možnosti přidávat komentáře, takže uživatelé mohou zveřejňovat obsah bez obav z negativních a nenávistných reakcí, které se často vyskytují na ostatních sociálních sítích. V tomto prostředí se šikana nemá kudy šířit. Uživatelé mají možnost komunikovat skrze soukromé zprávy a blogové příspěvky, nicméně hlavním proudem komunikace zůstávají kolekce vizuálních médií, zpravidla propojených určitou myšlenkou.
We Heart It je vizuální platforma, která podporuje obrázky ve formátu JPEG, PNG a TIFF, animace GIF a video. Uživatelé mohou ke sdílení obsahu použít pluginy do prohlížeče, widgety pro webové stránky, sdílecí tlačítka a další podpůrná softwarová rozšíření.
Služba We Heart It je přístupná i pro iOS a Android jako mobilní aplikace.

## Historie
V roce 2008 byla služba založena brazilským nadšencem jménem Fabio Giolito. Projekt začal jako webová stránka, na níž můžete "srdíčkovat" ("to heart") fotografie, které se vám líbí a sdílet je se svými přáteli. Nástroj, který zpočátku používat jen Fabio a jeho kamarádi, začal samovolně organicky růst. V momentě, kdy se objevil příval nových uživatelů, Fabio požádal spoluzakladatele Bruna Zancheta o pomoc s tvorbou infrastruktury. V roce 2011 došlo k přerodu malé služby v akciovou společnost.

## Zajímavosti a využití
Platforma We Heart It je považována za přímého konkurenta služby Pinterest, magazín Techcrunch.com ji popisuje jako kombinaci Pinterestu a Tumblru ("Pinterest-meets-Tumblr").
V prosinci 2013 služba dosáhla milníku 25 milionů uživatelů měsíčně. Čtyřem pětinám z těchto 25 milionů uživatelů bylo méně než 24 let a více než 70 procent uživatelů byly ženy. Průměrnému uživateli We Heart It bylo 19 let.
"Demografický průřez uživatelskou základnou We Heart It je nejvíc fascinující částí této platformy," uvádí s podivem Lauren Hockenson na blogu Gigaom.com. Platforma je propojena skrze silnou vizuální komunikaci, ale zcela se zbavila komentářů. "Mladší publikum se cítí mnohem komfortněji, když se může vyjádřit vizuálně, a můžeme to vidět i v rozvoji dalších služeb, jako je Instagram a Snapchat", uvádí v článku CEO Ranah Edelin. "Také stojí za to zmínit, že za absolutní většinou tohoto růstu a aktivity stojí ženy – a platí to zejména u těchto sociálních služeb nové generace."
Průměrný uživatel We Heart It strávil (v roce 2013) na stránce či v aplikaci více než 16,5 minuty v kuse. Uživatelé mobilní aplikace ji otevřeli přibližně 25krát za měsíc.
Od května 2014 We Heart It uvedlo reklamy v mobilní aplikaci.
V březnu 2015 We Heart It uvedlo novou funkci "pohlednic", která umožňuje uživatelům zasílat si navzájem soukromé zprávy s obrázky.
The Huffington Post v roce 2013 uvedl službu We Heart It jako jedno z "deseti nejšťastnějších míst na Internetu".
Aplikace We Heart It se objevila ve výběru mezi nejlepšími aplikacemi Google Play Best Apps of 2013 a Best Apps of 2015, společně s populárními trendy typu Twitch, Skype a Retrica.